# Albert - 13 1/2 og klar til kærlighed
Albert - 13 1/2 og klar til kærlighed (svensk: Berts ytterligare betraktelser) er en ungdomsroman i dagbogsform af de svenske forfattare Anders Jacobsson og Sören Olsson, udgivet i 1991. Den handler om Albert (Bert Ljung) fra 1. september til 31. december det året han fyller 13 på efterårssemestret i 7. klasse. Den blev udgivet på dansk i 1995.

## Handling
Bert går i 7. klasse (7 A), og er er forelsket i en pige, Ida, i 8. klasse. Senere i boken, fra slutningen af oktober, er han forelsket i han en annen jente, Emilia i samme klasse som Bert.